# Приготовление (музыка)
Приготовление (англ. preparation, фр. рrеparation, итал. preparazione) — понятие тональной гармонии, обозначающее фазу звучания консонантного тона или аккорда, которая непосредственно предшествует фазе звучания диссонантного неаккордового тона. Этот музыкальный приём состоит в том, что диссонирующей ноте на сильном времени такта предшествует та же нота в том же голосе в виде консонанса. В свою очередь, последующий возврат из диссонантного тона в консонантный называется разрешением. 
Приготовленным считается такой диссонансный звук, который удерживается до разрешения на той же высоте, что и основной тон, либо терцовый тон, либо  квинтовый тон предшествующего аккорда (например, трезвучия).